# František Fajtl

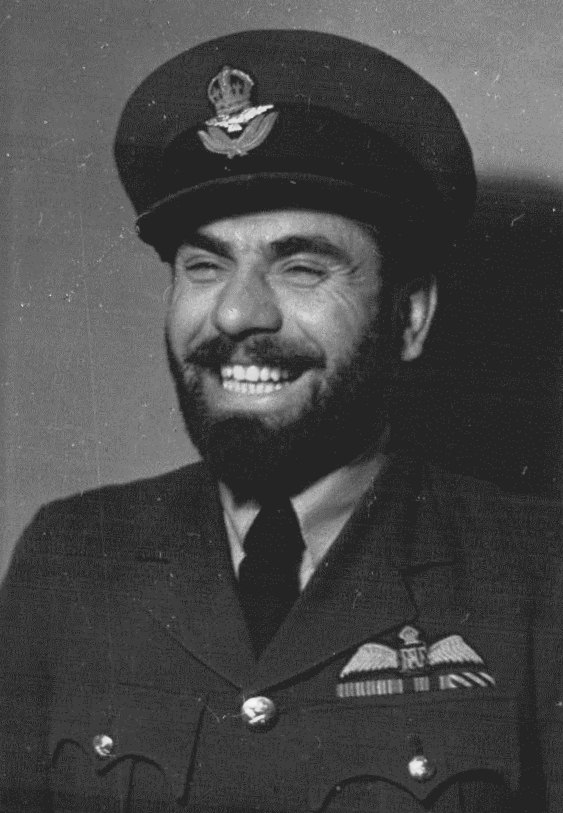
František Fajtl

František Fajtl (* 20. August 1912 in Donín; † 4. Oktober 2006 in Prag) war ein tschechischer Pilot und Offizier. Er gehörte zu den tschechoslowakischen Fliegern, die im Zweiten Weltkrieg in der Royal Air Force von England aus und später auch in der Roten Armee gegen das nationalsozialistische Deutschland kämpften.

## Leben
Fajtl studierte vor dem Krieg an der Militärakademie in Hranice na Moravě. Nach der Besetzung der Tschechoslowakei durch die Deutschen floh er im Mai 1939 nach Frankreich, wo er in der Armée de l’air diente. Nachdem auch Frankreich von den Deutschen besetzt worden war, floh er über Nordafrika nach Großbritannien und trat in die Royal Air Force ein.
Fajtl war Mitglied der 1. und 17. Fliegerstaffel sowie der 313. tschechoslowakischen Fliegerstaffel und kommandierte sie später. Er schoss vier deutsche Flugzeuge in der Luftschlacht um England ab und wurde selbst 1942 über Frankreich abgeschossen. Es gelang ihm, über Spanien zurück nach England zu gelangen, wo er seinen Dienst wieder aufnahm. Anfang 1944 gelangte er zusammen mit 19 tschechischen Piloten über Gibraltar, Kairo und Teheran in die Sowjetunion, wo im Juni gleichen Jahres das 1. Gemischte Tschechoslowakische Fliegergeschwader, ausgerüstet mit La-5FN und mit Fajtl als Kommandeur, aufgestellt wurde. Während des Slowakischen Nationalaufstandes flog es vom 15. September bis zum 25. Oktober 1944 von den Flugplätzen Zolná und Tri Duby aus insgesamt 566 Einsätze gegen die deutschen Truppen. Nach Scheitern des Aufstandes wurde das Geschwader zurück in die Sowjetunion verlegt und in die inzwischen aufgestellte 1. Gemischte Tschechoslowakische Fliegerdivision integriert. Dort diente Fajtl bis zum Kriegsende.
1945 kehrte er in die Tschechoslowakei zurück. Als „westlicher Kämpfer“ und damit gleichsam als „Volksfeind“ wurde er 1949 unter dem kommunistischen Regime degradiert, verhaftet und in einem Schauprozess zu Zwangsarbeit verurteilt. Nach seiner Entlassung arbeitete er als Lagerist. Da er auch in der Sowjetunion gedient hatte, konnte ihn die damalige tschechoslowakische Regierung unter Klement Gottwald nicht komplett zur Unperson machen. Im Jahre 1964 wurde er teilweise rehabilitiert. Nach der „Samtenen Revolution“ 1989 erhielt er, im Alter von 77 Jahren, die Generalswürde.
2004 erhielt Fajtl aus der Hand des tschechischen Präsidenten Václav Klaus den Orden des Weißen Löwen, die höchste Auszeichnung der Tschechischen Republik.

## Flugzeuge
- Morane-Saulnier M.S.406 C.1
- Marcel Bloch M.B.151 C.1
- Marcel Bloch M.B.152 C.1
- Hawker Hurricane Mk.I (P3788, YB-X; V6553, YB-J; P3894, YB-V)
- Hawker Hurricane Mk.IIA
- Supermarine Spitfire Mk.VB (BM210, MT-F; MB117, RY-A; MB127, RY-F)
- Lawotschkin La-5FN / La-5UTI
- Lawotschkin La-7

## Auszeichnungen
- 4× Tschechoslowakisches Kriegskreuz 1939
- Distinguished Flying Cross
- Orden der Ehrenlegion (Légion d’honneur)
- Orden des Slowakischen Volksaufstandes 1. Klasse (Řád Slovenského národního povstání 1. třídy)
- Siegesorden (Řád Za vítězství)
- Orden des Weißen Löwen (Řád Bílého lva)
- Ehrenbürger von Prag 2002

## Werke
Fajtl hat seine Kriegserlebnisse in zahlreichen autobiographischen Büchern dokumentiert.
Auf Tschechisch:
- Bitva o Británii (1991) (Die Schlacht um Britannien)
- Létal jsem s Třistatřináctkou (1991) (Ich flog mit der 313er)
- Sestřelen (1991) (Abgeschossen)
- Generál nebe (1992) (Der General des Himmels)
- První doma (1974) (Erstmals zuhause)
- Opět doma (Wieder daheim)
- Vzpomínky na padlé kamarády (Erinnerungen an die gefallenen Kameraden)
- Boje a návraty (Kämpfe und Heimkehr)

- Die deutsche Übersetzung von První doma erschien 1979 im Militärverlag der DDR unter dem Titel Als erste in der Heimat.

| Personendaten    | Personendaten                    |
| ---------------- | -------------------------------- |
| NAME             | Fajtl, František                 |
| KURZBESCHREIBUNG | tschechischer Pilot und Offizier |
| GEBURTSDATUM     | 20. August 1912                  |
| GEBURTSORT       | Donín                            |
| STERBEDATUM      | 4. Oktober 2006                  |
| STERBEORT        | Prag                             |